# MissingNo.

在精靈寶可夢红版英文版中遇到MissingNo.

MissingNo. 是遊戲《寶可夢 紅／綠》裡一種不存在於正常遊戲中的寶可夢。這個名字其實就是“Missing Number”（遺失號碼）的英文簡寫。實際上這隻寶可夢並不存在於正常的遊戲，而是被遊戲設計師作為錯誤處理器的用途，其作用是防止遊戲讀取一種不存在的寶可夢種類而出現錯誤。
戰鬥時遇上MissingNo.將會導致遊戲圖像出現錯誤，并且令玩家道具欄中的第六項道具的數量增加128個，如果第6个道具已经有至少128个，则不增加。情況嚴重者甚至會令遊戲進度毀壞，被迫重新開始遊戲。

## 遭遇MissingNo.
在開始遊戲初期，玩家會遇到在遊戲中的一個事件：由一位老人演示如何抓寶可夢。為了進行示範，遊戲會將玩家的圖像變成老人的圖像，而名字也會變成老人的名字。這時玩家的名字會被暫存於一塊緩衝區中，讓一會完成示範後能將名字替換回來。
遊戲裡有一個資料緩衝區，負責暫時存放玩家將會遭遇的寶可夢資料。老人事件中暫存玩家名字的那塊緩衝區正是這一塊記憶體的其中一個位置。平常因為沒什麼機會讀到這區記憶體，所以對遊戲的進行沒什麼大影響。然而當玩家身在紅蓮島和雙子島時，遊戲就有機會讀到這塊記憶體。當玩家在這兩個地方遭遇寶可夢時，遊戲就會試圖使用這塊載有玩家名字的記憶體上的資料來決定所遭遇的寶可夢資料，包括寶可夢的品種和屬性等等。如果玩家名字的十六進制資料中不存在正常的寶可夢品種代碼，為了防止更嚴重的錯誤發生，遊戲就會使用「MISSINGNO.」這個寶可夢品種來與玩家進行戰鬥。

## MissingNo.的特性
就像平常跟野生寶可夢戰鬥時一樣，玩家可以逃走、戰鬥或捕捉MissingNo.。然而當遭遇MissingNo.的那一刻開始，遊戲亦會發生變化。這個時候玩家道具欄中第六項物品的數量會變成128個，而遊戲中名人堂的資料則會永久損毀。同時，會發生暫時性的圖像錯誤，但只要重新啟動遊戲機即可回復。
捕獲的MissingNo.就跟普通的寶可夢一樣可以進行戰鬥，並且會記錄在寶可夢圖鑑的第000項，其屬性為鳥（Bird）／一般（Normal）。MissingNo.的樣子會依據玩家名字的組成字元而有所不同。大部份情況MissingNo.看起來就像是一個小寫的d字，由一些雜亂無章的像素所組成。當玩家的名字中包含某幾個指定的字元，MissingNo.的樣子則有可能變成鐮刀盔化石、化石翼龍化石或是紫苑鎮的寶可夢塔中的幽靈。

## 玩家群中的反響
這個遊戲Bug在玩家群中引起了相當大的反響，後來任天堂亦警告玩家不要試圖遭遇甚至捕捉MissingNo.。但即使官方已發出警告，但捕捉MissingNo.彷彿已成為一種熱潮。那段時間的遊戲雜誌紛紛刊出遭遇MissingNo.的方法，甚至有人試圖高價出售捕獲MissingNo.的方法。這個漏洞在後續推出的版本《寶可夢 皮卡丘》中被修復了（但仍有許多其他方法製造出遊戲中不應存在的寶可夢，如著名的夢幻捕獲法。也有其他漏洞可以讓玩家遭遇MissingNo.。）。於2009年，MissingNo.被列入IGN的「最經典遊戲彩蛋」名單之一。